# Николаус Брунс
Николаус Брунс (на немски: Nicolaus Bruhns) (1665 – 29 март 1697 г.) е германски композитор и органист, един от най-забележителните музиканти на своето време. Ученик е на Дитрих Букстехуде.

## Биография
Първоначално се обучава в музикалното изкуство при баща си – Паул Брунса, който тогава е органист в Швабщет. По-късно изучава композиция под ръководството на Букстехуде.
Със съдействието на Букстехуде получава длъжността придворен цигулар и композитор в Копенхаген. През 1689 г. става градски органист в Хузум и работи като такъв до смъртта си през 1697 г.
Известен е най-вече като органист, но има и множество други таланти. Съвременниците му са удивени от начина, по който свири на цигулка, акомпанирайки си с педалната клавиатура на органа. Съчинява духовни кантати, камерна музика (която не е запазена).
Йохан Себастиан Бах има много високо мнение за Брунс, споделя в мемоарите си синът му Карл Филип Емануил Бах.

## Творчество

### Вокално
- Muss nicht der Mensch auf dieser Erden in stetem Streite sein
- Ich habe Lust abzuscheiden
- O werter heil'ger Geist
- Hemmt eure Traenenflut
- Ich liege und schlafe
- Jauchzet dem Herren alle Welt
- Wohl dem, der den Herren fürchtet
- De profundis
- Paratum cor meum
- Die Zeit meines Abschieds ist vorhanden
- Erstanden ist der heilige Christ
- Der Herr hat seinen Stuhl im Himmel bereitet
- Mein Herz ist bereit

### Инструментално

#### За орган
- Praeludium in e-Moll
- Praeludium in e-Moll
- Choralphantasie: Nun Komm Der Heiden Heiland
- Praeludium in G-Dur
- Fragment eines Praeludiums D-Dur
- Praeludium in g-Moll